# نظریه همه‌چیز
نظریهٔ همه‌چیز (به انگلیسی: Theory of everything) یک نظریهٔ فرضی در فیزیک نظری است که به بیان رابطهٔ همهٔ پدیده‌های فیزیکی با یکدیگر می‌پردازد. این نظریه در واقع تلاشی برای ترکیب نظریهٔ نسبیت عام اینشتین و مکانیک کوانتومی است که ناسازگار با یکدیگرند. این نظریه همچنین درصدد یکپارچه‌سازی چهار نیروی اصلیِ شناخته‌شدهٔ طبیعت یعنی نیروی گرانش، نیروی هسته‌ای ضعیف، نیروی هسته‌ای قوی، و نیروی الکترومغناطیس است.